# Охо-де-Кулебра
«Охо-де-Кулебра» (англ. Shake Away, ісп. Ojo de Culebra)  — восьмий альбом мексиканської співачки Ліла Даунс, виданий 3 вересня 2008 року лейблом EMI.
3 вересня на радіостанціях вийшла в ефір пісня «Shake Away» (в іспаномовних країнах «Ojo de Culebra»). Ідея цієї пісні прийшла, коли співачка працювала в студії над альбомом. Ця пісня, за словами Даунс, про право вибору, право задовольняти свої бажання. Також з наступним синглом «Black Magic Woman» (в іспаномовних країнах «Mujer de Magia Negra») вона виступила на Премія Ґреммі 2009, співачка відправилася в турне Охо-де-Кулебра Тур.

### Список композицій
| #   | Назва                                        | Автор                 | Тривалість |
| --- | -------------------------------------------- | --------------------- | ---------- |
| 1.  | «Little man» (feat. La Mari)                 | Lila Downs/Paul Cohen | 3:47       |
| 2.  | «Ojo de culebra»                             | Lila Downs/Paul Cohen | 4:04       |
| 3.  | «Minimun wage»                               | Lila Downs/Paul Cohen | 4:08       |
| 4.  | «Perro negro» (feat. Ixaya Mazatzin Tleyótl) | Lila Downs/Paul Cohen | 3:02       |
| 5.  | «Yo envidio el viento»                       | Lucinda Williams      | 3:44       |
| 6.  | «Skeleton»                                   | Lila Downs/Paul Cohen | 3:02       |
| 7.  | «Black magic woman» (feat. Raúl Midón)       | Peter Green           | 3:12       |
| 8.  | «I would never»                              | Paul Buchanan         | 4:44       |
| 9.  | «Justicia»                                   | Lila Downs/Paul Cohen | 3:51       |
| 10. | «Taco de palabras»                           | Lila Downs            | 3:05       |
| 11. | «Los pollos» (feat. Gilberto Gutiérrez)      | Tradicional           | 3:17       |
| 12. | «Tierra de luz» (feat. Mercedes Sosa)        | Lila Downs            | 3:41       |
| 13. | «Silent thunder»                             | Lila Downs/Paul Cohen | 4:44       |

### Список композиційШаке Аваи
| #   | Назва                   | Автор                 | Тривалість |
| --- | ----------------------- | --------------------- | ---------- |
| 14. | «Shake away»            | Lila Downs/Paul Cohen | 3:45       |
| 15. | «I envid the wind»      | Lucinda Williams      | 3:45       |
| 16. | «Nothing but the truth» | Lila Downs/Paul Cohen | 3:53       |

## Сингли
- «Охо-де-Кулебра» (6 вересня 2008)
- «Perro Negro» (29 червня 2009)
- «Justicia» (16 жовтня 2009)